# Svein Grøndalen
Svein Grøndalen (Halden, 8 febbraio 1955) è un ex calciatore norvegese, di ruolo difensore.